# Atom Man vs. Superman
Atom Man vs. Superman é um seriado estadunidense de 1950, gênero aventura, dirigido por Spencer Gordon Bennet, em 15 capítulos, estrelado por Kirk Alyn, Lyle Talbot e Noel Neill. Foi produzido e distribuído pela Columbia Pictures, e veiculou nos cinemas estadunidenses a partir de 20 de julho de 1950.
Foi o 43º entre os 57 seriados produzidos pela Columbia Pictures, e foi uma sequência do seriado Superman de 1948, também estrelando Kirk Alyn como Superman.

## Enredo
Lex Luthor, o Atom Man, inventa um número de dispositivos mortais para assolar a cidade, incluindo um teletransporte, uma máquina de desintegração, que pode reduzir as pessoas a seus átomos básicos e remontá-los em outro lugar. Mas o Super-homem consegue frustrá-lo a cada tentativa. Desde que a kryptonita pode tirar do Superman os seus poderes, Luthor decide criar uma kryptonita sintética e  tenta obter os ingredientes necessários: plutônio, rádio e outros.
Luthor coloca a kryptonita no lançamento de um navio, com o Super-homem exposto e ele desmaia. O Super-homem é retirado de ambulância impulsionada por capangas de Luthor, e fica sob o controle de Luthor; em seguida é colocado em um dispositivo, uma alavanca é puxada, e o homem de aço desaparece no "The Empty Doom" (que apresenta uma grande semelhança com a Phantom Zone dos quadrinhos).
A maior parte do capítulo 7 é uma repetição da história do capítulo 1 do primeiro seriado Superman, e este seriado também encontra uma maneira de trabalhar com cenas de arquivo do filme de 1936 de Ken Maynard, Avenging Waters (também dirigido por Spencer Gordon Bennet). O seriado apresenta vários elementos reutilizados em recursos posteriores de Superman: o homem de aço é exposto à kryptonita sintética durante uma função pública, como ocorre no filme Superman III,  Quando ele escapa do "The Empty Doom", a manchete do Planeta Diário proclama: Superman Returns, o título do próximo filme de Superman, em 2006.

## Elenco
- Kirk Alyn … Superman/Clark Kent
- Noel Neill … Lois Lane
- Lyle Talbot … Lex Luthor/The Atom Man
- Tommy Bond … Jimmy Olsen
- Pierre Watkin … Perry White
- Jack Ingram … Foster
- Don C. Harvey … Albor
- Rusty Wescoatt … Carl
- Terry Frost … Baer
- Wally West … Dorr
- Paul Stader … 'Killer' Lawson
- George Robotham … Earl
- Edward Hearn ... Prof. Stone (Cap. 3, 4, não-creditado)
- Creighton Hale ... Observador (Cap. 1, não-creditado)[[

## Produção
Lyle Talbot, que havia atuado como Comissário Jim Gordon na série "Batman and Robin (1949) da Columbia, interpreta aqui Lex Luthor (e também o alter-ego de Luthor, "Atom Man"). No seu disfarce de "Atom Man", Talbot como Luthor utiliza um sotaque alemão suave, e uma sinistra máscara confeccionada a partir de um figurino do robô "Metallogen Man", reciclada de "The Monster and The Ape" de 1945. Apesar de suas personagens, Talbot (Lex Luthor), que usou uma prótese de borracha para criar a impressão de calvície, e Alyn (Super-Homem) passaram a maior parte do período de gravações trocando receitas; ambos tinham interesse por culinária.

### Efeitos especiais
O conjunto mostra Metrópolis sob ataque por “mal animados” discos voadores e um torpedo.
Os efeitos de vôo foram um pouco mais melhorados neste filme em comparação com o seriado original, pelo expediente simples de ligar a câmera de lado. Kirk Alyn ficou com os braços levantados na frente de um ciclorama, enquanto uma máquina de vento e fumaça foram colocados acima dele. Isso deu uma ilusão barata de vôo. Tomadas mais longas, porém, continuaram a usar a animação, com desenhos animados do homem de aço.

## Crítica
Em seu livro The Great Movie Serials, Jim Harman e Donald F. Glut  descrevem o seriado como "muito mais enigmático e propenso a bugigangas do que a primeiro seriado de Superman". Além disso, também encontraram "imperfeições devido à mesma avareza de Katzman".

## Lançamento

### Home media
Em 2006, o seriado Atom Man vs. Superman estava disponível para compra em VHS, pois fora lançado em 1989 como um conjunto de fita dupla. O seriado também foi oferecido em duas fitas separadas VHS como Volume 1 (Capítulos 1 - 7) e Volume 2 (Capítulos 8 - 15). Foi lançado oficialmente em DVD pela Warner Home Video, ao lado de seu antecessor de 1948, Superman, em 28 de novembro de 2006, com o título Superman - The Theatrical Serials Collection.

## Capítulos
1. Superman Flies Again
2. Atom Man Appears
3. Ablaze In The Sky
4. Superman Meets Atom Man
5. Atom Man Tricks Superman
6. Atom Man's Challenge
7. At The Mercy Of Atom Man
8. Into The Empty Doom
9. Superman Crashes Through
10. Atom Man's Heat Ray
11. Luthor's Strategy
12. Atom Man Strikes
13. Atom Man's Flying Saucers
14. Rocket Of Vengeance
15. Superman Saves The Universe

Fonte: